# John Smith (Botaniker)

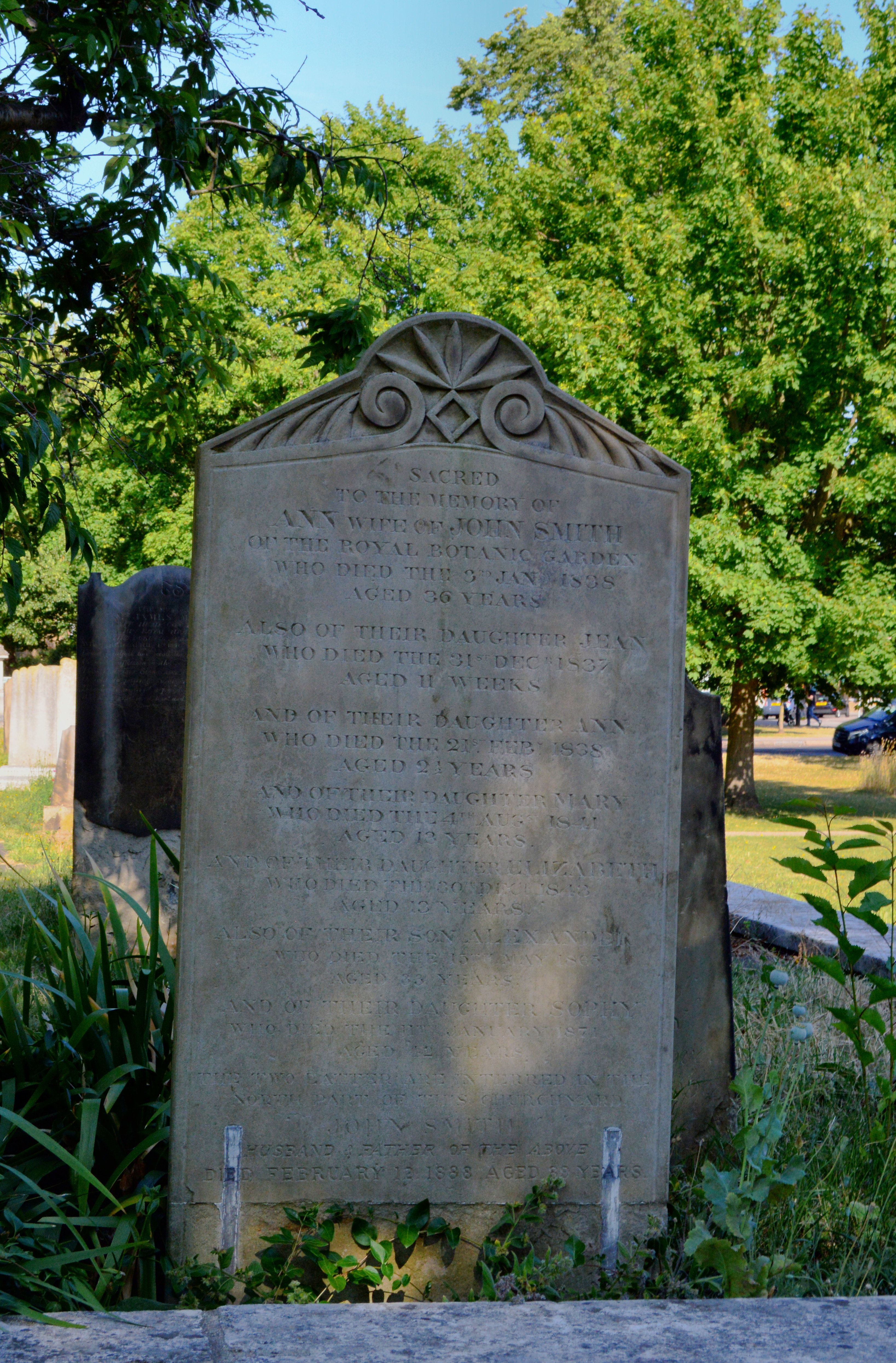
Grabstein von John Smith und seiner Familie auf dem Friedhof der St.-Anne-Kirche in Kew (London)

John Smith (* 5. Oktober 1798 in Aberdour, Fifeshire; † 12. Februar 1888 in Kew (London)) war ein britischer Botaniker. Er war erster Kurator der Royal Botanic Gardens (Kew). Sein offizielles botanisches Autorenkürzel lautet „J.Sm.“
Smith war der Sohn eines Gärtners und ging bei seinem Vater in die Lehre. Daneben bildete er sich autodidaktisch in Botanik weiter als er Gärtner auf verschiedenen Landsitzen in Schottland war. 1818 kam er an den Botanischen Garten in Edinburgh, wo er durch dessen Kurator William McNab gefördert wurde. 1820 kam er an die königlichen Gärten in Kensington Palace. Er war ab 1822 am Botanischen Garten in Kew, als dieser noch privater Besitz der Krone war. Der Botanische Garten in Kew wurde damals von William Aiton geleitet. Als einer der jungen Gärtner war Smith für die Beheizung der Glashäuser zuständig. Schon im folgenden Jahr stieg er zum Aufseher über die Glashäuser auf, in denen neu eingelieferte Pflanzen aus Übersee aufgezogen wurden. Außerdem übernahm er bald die faktische Leitung des Gartens, da Aiton als Leiter der königlichen Gärten hauptsächlich mit Windsor Park beschäftigt war. Nach dem Thronwechsel 1830 war Aiton nur noch für Kew zuständig, dessen finanzielle Mittel zurückgeschraubt wurden. Smith war wesentlich daran beteiligt, in diesen schweren Zeiten den Garten zu erhalten, dessen Zukunft damals unsicher war. 1840 wurde er in Staatsbesitz überführt und 1841 wurde Smith dessen erster Kurator. Direktor des Gartens war William Jackson Hooker. Aufgrund zunehmender Sehschwäche musste er 1864 seinen Posten als Kurator aufgeben. Er war als wissenschaftlicher Gärtner in Kew sehr respektiert, aber unbeliebt, da er penibel auf Einhaltung der Regeln achtete (sein Spitzname war Old Jock).
Er selbst befasste sich vor allem mit Farnen, die er stark vermehrte, von rund 40 Arten bei seinem Eintritt in den Garten bis zu 1084 Arten (nach Smith´s Katalog von 1866) bei seiner Pensionierung.
1853 wurde er Mitglied der Leopoldina, 1878 der italienischen Kryptogamen-Gesellschaft und 1837 der Linnean Society of London. Sein Herbarium (besonders das der Farne) wurde vom Natural History Museum aufgekauft.

## Schriften
- Catalogue of Ferns in the Royal Gardens at Kew. HMSO, London, 1856[2].
- Cultivated Ferns: Or a Catalogue of Exotic and indigenous Ferns Cultivated in British Gardens, with Characters of General Principal, Synonyms, etc., London:  William Pamplin 1857
- Ferns: British and Foreign, Their History, Geography, Classification and Enumeration of the Species of Garden Ferns with a Treatise on Their Cultivation, etc., London: Robert Hardwicke, 1866, 3. Auflage 1879, Archive
- Historia Filicum: an exposition of the nature, number and organography of ferns, and review of the principles upon which genera are founded, and the systems of classification of the principal authors, with a new general arrangement; characters of the genera; remarks on their relationship to one another; their species; reference to authors; geographical distribution; etc., etc., London: MacMillan 1875
- Domestic Botany 1871
- Bible Plants, their history, 1877
- Record of the Royal Botanical Gardens, Kew 1880
- Dictionary of popular names of economic plants 1882